# Afroedura major
Afroedura major (скельний гекон великий) — вид геконоподібних ящірок родини геконових (Gekkonidae). Ендемік Есватіні.

## Поширення і екологія
Великі скельні гекони мешкають в долинах річн Нкоматі, Малутджа, Чорний Мбулузі і Малий Усунту на заході Есватіні. Вони живуть в тріщинах серед скель і серед валунів в долинах річок, на висоті від 1000 до 1300 м над рівнем моря.

## Збереження
МСОП класифікує цей вид як такий, що не потребує особливих заходів зі збереження. За оцінками дослідників, популяція великих скельних геконів становить від 2,5 до 10 тисяч особин.